# 中国 (杂志)
俄文《中国》杂志（俄语：Журнал Китай）是中国第一本国家级俄语综合性月刊，创刊于2005年，前身是创办于1951年的《中国画报》俄文版。俄文《中国》杂志由中国外文出版发行事业局主管、人民画报社主办，主要向独联体俄语国家和地区报道中国国内新闻。杂志开设有时事政治、中国经济、社会、文化、生活等栏目，主要在俄罗斯、白俄罗斯、乌克兰、哈萨克斯坦等独联体俄语国家和地区发行。

## 杂志简介
俄文《中国》杂志是一本面向俄罗斯及其它独联体国家的月刊，由中国外文局主管，人民画报社发行。杂志以时政和经济报道为特色，读者主要为俄罗斯及其他独联体国家的各界人士。

## 杂志历史
1951年，人民画报社创办俄文版《中国画报》，即俄文《中国》杂志前身。俄文版《中国画报》主要以图片形式向前苏联地区介绍中国的国情和文化。
2001年，俄文版《中国画报》改为电子出版物；
2005年11月，在俄文版《中国画报》的基础上，俄文《中国》杂志正式创刊。同年12月21日，杂志首发式在中国驻俄罗斯大使馆举行。